# Língua xamtanga
Xamtanga (também chamada Agawinya, Khamtanga, Simt'anga, Xamir, Xamta) é uma das línguas cuxíticas centrais falada na Etiópia pelos xamires no norte da região de Amara, distrito de Avergele, zonas de Lasta e Uaague.

## Escrita
A língua Xamtanga usa uma variante adaptada da escrita etíope ge’ez. É um silabário com 32 símbolos para sons consoantes, 26 deles modificados para cada um de seis sons vogais e 6 para somente cinco dos sons vogais.

## Fonologia

### Vogais
|         | Frontal | Central | Posterior |
| ------- | ------- | ------- | --------- |
| Fechada | i       | ɨ       | u         |
| Média   | ə       | ə       | ə         |
| Aberta  | a       | a       | a         |

As vogais centrais /ɨ ə a/ apresentam alofones anteriores e posteriores, dependendo das consoantes adjacentes.

### Consoantes
|                    |                  | Labial | Coronal | Post-alveolar ou Palatal | Velar | Velar       | Uvular | Uvular | Glotal |
| Plana              | Labializada      | Labial | Coronal | Post-alveolar ou Palatal | Plana | Labializada |        |        | Glotal |
| ------------------ | ---------------- | ------ | ------- | ------------------------ | ----- | ----------- | ------ | ------ | ------ |
| Plosiva e Africada | Surda            |        | t       | t͡ʃ                       | k     | kʷ          | q      | qʷ     |        |
| Plosiva e Africada | Sonora           | b      | d       | d͡ʒ                       | ɡ     | ɡʷ          |        |        |        |
| Plosiva e Africada | Ejetiva          |        | tʼ      | t͡ʃʼ                      | kʼ    | kʷʼ         |        |        |        |
| Fricativa          | Surda            | f      | s       | ʃ                        |       |             | χ      | χʷ     | h*     |
| Fricativa          | Sonora           |        | z       |                          |       |             |        |        |        |
| Fricativa          | Ejetiva          |        | sʼ      |                          |       |             |        |        |        |
| Nasal              | Nasal            | m      | n       |                          | ŋ     | ŋʷ          |        |        |        |
| Lateral            | Lateral          |        | l       |                          |       |             |        |        |        |
| Vibrante simples   | Vibrante simples |        | ɾ       |                          |       |             |        |        |        |
| Semivogal          | Semivogal        |        |         | j                        |       | w           |        |        |        |

- /h/ é encontrada somente no início de palavras de origem estrangeira, podendo ter o som glotal [h] ou faringeal [ħ].
- /t/ é [[consoante alveolar antes da vogal /i/, mas consoante dental nas demais posições.
- /q/ pode ser a ejetiva [qʼ] e em alguns casos aparecer como variação livre de plosivas surdas.

### Geminação
Em posição que não sejam no início de palavras, o Xamtanga apresenta contraste entre consoantes com geminação e consoantes simples. Na maior parte dos casos, a diferença entre geminadas e não geminadas é simplesmente de extensão, mas nos casos das /b t q/ há maior complexidade. Quando no início de palavras, /b/ é percebida como uma bilabial [β] ou uma labiodental fricativa [v].  /t/ e /q/ são nessa posição percebidas como as africadas [tθ qχ]. Seus equivalentas geminados podem ser percebidos como  [bː tː qː] prolongados ou simplesmente como  [b t q] curtos. Não há geminação em posições iniciais de palavras e /b t q/ funcionam como plosivas.